# المدرسة الألمانية (أبو ظبي)
المدرسة الألمانية الدولية في أبوظبي ، الإمارات العربية المتحدة. تتبع السلطة الألمانية للمدارس خارج ألمانيا وتخدم حلقات التعليم الابتدائي، التعليم الإعدادي والتعليم الثانوي في أبوظبى تحت مجلس أبوظبى للتعليم.  

## اسم المدرسة
(بالألمانية: Deutsche Internationale Schule Abu Dhabi)
(بالعربية: المدرسة الألمانية الدولية) 

## تاريخ المدرسة
أُنشئت في عام 1976 كمدرسة للمغتربين الألمان وبدأت في قبول طلاب من دولة الإمارات العربية المتحدة في عام 2005، وتعمل تحت اختصاص السلطة الألمانية للمدارس خارج ألمانيا. 

## مبان المدرسة
تقع المدرسة في منطقة الزَعَّاب بمدينة أبوظبى، و تشغل أرضاً ومبانٍ كان في السابق مدرسة للبنات تتبع وزارة التعليم، مقدمة من منطقة أبو ظبى التعليمية مقابل قبول عشرة طلاب إماراتيين كل عام بدون رسوم.

## رسالة المدرسة
أهداف المدرسة هي «تزويد الطلاب كفاءة التعامل بين-الثقافات الذي هو مفتاح المشاركة والتفاعل في العمليات الاقتصادية العالمية».

## الهيئة الإدارية
للمدرسة هيئة إدارية مستقلة تتكون من خمسة أعضاء من المجتمع المحلى، ثلاثة منهم من أولياء أمور طلبة المدرسة، واثنان من أصحاب مكانة عالية في الصناعة والأوساط الأكاديمية.

## وصلات خارجية
- موقع المدرسة German International School Abu Dhabi
- سفارة جمهورية ألمانيا الإتحادية أبوظبي